# Caroline Ducey

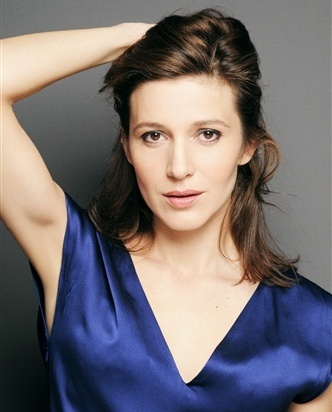
Caroline Ducey 2014

Caroline Ducey (eigentlich Caroline Trousselard, * 1977 in Sainte-Adresse) ist eine französische Filmschauspielerin. Im Vor- und Abspann einiger Filme wird sie auch als Caroline Trousselard bezeichnet.

## Leben
International bekannt wurde sie 1999 in der weiblichen Hauptrolle des Films Romance XXX von Regisseurin Catherine Breillat. Dieser Film erregte wegen seiner sexuellen Darstellungen Aufsehen; unter anderem übt Caroline Ducey in zwei Filmszenen mit ihrem Filmpartner Sagamore Stévenin explizit Fellatio aus. Der Sex mit Pornostar Rocco Siffredi, der in einer Nebenrolle zu sehen ist, war hingegen nur angedeutet.
Im deutschen Sprachraum waren unter anderem die Filme Trop de bonheur (1994) unter dem deutschen Titel Glück, Petit Ben (2000, TV-Film) unter dem deutschen Titel Gangster und Sohn sowie Carrément à l’Ouest (2001) unter dem deutschen Titel Ich habe dich nicht um eine Liebesgeschichte gebeten zu sehen.
Im Jahr 2000 war sie Mitglied der Jury des 22. Internationalen Filmfestivals Moskau.

## Filmografie (Auswahl)
- 1994: Glück (Trop de bonheur)
- 1997: Familles je vous hais
- 1999: Romance XXX (Romance)
- 1999: Innocent
- 2000: La chambre obscure
- 2000: Gangster und Sohn (Petit Ben)
- 2001: Ich habe dich nicht um eine Liebesgeschichte gebeten (Carrément à l’Ouest)
- 2002: Der Käfig (La cage)
- 2003: Prendimi l'anima
- 2003: Shimkent hôtel
- 2004: Ballo a tre passi
- 2004: Doo Wop
- 2005: Croisière
- 2005: J'ai besoin d'air
- 2005: Dossier Caroline Karsen (Kurzfilm)
- 2005: Convivium (Kurzfilm)
- 2006: La Californie
- 2007: Die letzte Mätresse (Une vieille maîtresse)
- 2007: Reporters (Fernsehserie, 8 Episoden)
- 2008: Wenn Spione singen (Le plaisir de chanter)
- 2009: J'ai rêvé sous l'eau
- 2010: Just Inès
- 2011: Rebirth – Rache stirbt nie (Rebirth)
- 2011: I Tercani
- 2012: Absence de marquage (Kurzfilm)
- 2012: Hotel du Paradis
- 2014: La grenouille et Dieu (Kurzfilm)
- 2017: The Perfect Age (Kurzfilm)
- 2017: A Memoir of War (La douleur)
- 2019: À cause des filles..?
- 2020: Passion simple
- 2020: Demain nous appartient (Fernsehserie, 11 Folgen)
- 2021: Jours sauvages